# Hualpén
Hualpén is een gemeente in de Chileense provincie Concepción in de regio Biobío. Hualpén telde 91.773 inwoners in 2017 en heeft een oppervlakte van 54 km². De gemeente werd in 2004 afgesplitst van Talcahuano.

## Geboren
- Pedro Morales (1985), voetballer